# Cámara de Representantes de Alabama
La Cámara de Representantes de Alabama es la Cámara Baja de la Legislatura Estatal del Estado de Alabama, Estados Unidos.

## Composición
La Cámara de Representantes de Alabama tiene 105 miembros electos por entre los distintos distritos electorales del Estado, a razón de un representante por aproximadamente cada 40.000 habitantes. Es requisito ser mayor de 21 años, ciudadano residente de Alabama por al menos 3 años previos a la elección y al menos un año de residencia en el distrito a representar.

## Sesiones
La Cámara puede sesionar con la mitad más uno de sus miembros, sin embargo reformas constitucionales y la deposesión de bienes privados (como la estatización de, por ejemplo, una universidad privada) requieren dos tercios de los votos del plenario entero. De entre los miembros se escoge al Orador (Speaker) de la Cámara quien la preside. Así mismo cada bancada de representantes elige a su líder de mayoría o minoría según el caso.  

## Integrantes
| Distrito | Nombre              | Partido     | Residencia        | Electo | Condados representados                                         |
| -------- | ------------------- | ----------- | ----------------- | ------ | -------------------------------------------------------------- |
| 1        | Phillip Pettus      | Republicano |                   | 2014   | Lauderdale                                                     |
| 2        | Lynn Greer          | Republicano | Florence          | 2002   | Lauderdale, Limestone                                          |
| 3        | Marcel Black        | Demócrata   | Tuscumbia         | 1990   | Colbert, Lauderdale, Lawrence                                  |
| 4        | Micky Hammon        | Republicano | Decatur           | 2002   | Limestone, Morgan                                              |
| 5        | Vacant              |             |                   |        | Limestone                                                      |
| 6        | Phil Williams       | Republicano | Harvest           | 2009   | Limestone, Madison                                             |
| 7        | Ken Johnson         | Republicano | Hillsboro         | 2010   | Franklin, Lawrence, Morgan, Winston                            |
| 8        | Terri Collins       | Republicano | Decatur           | 2010   | Morgan                                                         |
| 9        | Ed Henry            | Republicano | Hartselle         | 2010   | Cullman, Marshall, Morgan                                      |
| 10       | Mike Ball           | Republicano | Madison           | 2002   | Madison                                                        |
| 11       | Randall Shedd       | Republicano | Cullman           | 2013   | Blount, Cullman, Marshall, Morgan                              |
| 12       | Corey Harbison      | Republicano | Good Hope         | 2014   | Cullman                                                        |
| 13       | Connie Rowe         | Republicano | Jasper            | 2014   | Blount, Walker                                                 |
| 14       | Tim Wadsworth       | Republicano |                   | 2014   | Jefferson, Walker, Winston                                     |
| 15       | Allen Farley        | Republicano | Pleasant Grove    | 2010   | Jefferson, Shelby                                              |
| 16       | Kyle South          | Republicano | Fayette           | 2014   | Fayette, Jefferson, Lamar, Tuscaloosa                          |
| 17       | Mike Millican       | Republicano | Hamilton          | 1990   | Lamar, Marion, Winston                                         |
| 18       | Johnny Mack Morrow  | Demócrata   | Red Bay           | 1990   | Colbert, Franklin, Lauderdale                                  |
| 19       | Laura Hall          | Demócrata   | Huntsville        | 1993   | Madison                                                        |
| 20       | Howard Sanderford   | Republicano | Huntsville        | 1989   | Madison                                                        |
| 21       | Jim Patterson       | Republicano | Meridianville     | 2010   | Madison                                                        |
| 22       | Ritchie Whorton     | Republicano | Owens Cross Roads | 2014   | Jackson, Madison                                               |
| 23       | Tommy Hanes         | Republicano | Bryant            | 2014   | DeKalb, Jackson                                                |
| 24       | Nathaniel Ledbetter | Republicano | Rainsville        | 2014   | DeKalb                                                         |
| 25       | Mac McCutcheon      | Republicano | Capshaw           | 2006   | Limestone, Madison                                             |
| 26       | Kerry Rich          | Republicano | Albertville       | 2010   | DeKalb, Marshall                                               |
| 27       | Will Ainsworth      | Republicano | Guntersville      | 2014   | Blount, DeKalb, Marshall                                       |
| 28       | Craig Ford          | Demócrata   | Gadsden           | 2000   | Etowah                                                         |
| 29       | Becky Nordgren      | Republicano | Gadsden           | 2010   | Calhoun, DeKalb, Etowah                                        |
| 30       | Mack Butler         | Republicano | Gadsden           | 2012   | Etowah, St. Clair                                              |
| 31       | Mike Holmes         | Republicano | Wetumpka          | 2014   | Autauga, Elmore                                                |
| 32       | Barbara Boyd        | Demócrata   | Anniston          | 1994   | Calhoun, Talladega                                             |
| 33       | Ronald Johnson      | Republicano | Sylacauga         | 1978   | Clay, Coosa, Talladega                                         |
| 34       | David Standridge    | Republicano | Oneonta           | 2012   | Blount, Marshall                                               |
| 35       | Steve Hurst         | Republicano | Munford           | 1998   | Calhoun, Clay, Coosa, Talladega                                |
| 36       | Randy Wood          | Republicano | Anniston          | 2002   | Calhoun, St. Clair, Talladega                                  |
| 37       | Bob Fincher         | Republicano |                   | 2014   | Chambers, Cleburne, Randolph                                   |
| 38       | Isaac Whorton       | Republicano | Valley            | 2014   | Chambers, Lee                                                  |
| 39       | Richard Lindsey     | Demócrata   | Centre            | 1983   | Calhoun, Cherokee, Cleburne, DeKalb                            |
| 40       | K. L. Brown         | Republicano | Jacksonville      | 2010   | Calhoun                                                        |
| 41       | Mike Hill           | Republicano | Columbiana        | 1986   | Shelby                                                         |
| 42       | Jimmy Martin        | Republicano |                   | 2014   | Autauga, Chilton                                               |
| 43       | Arnold Mooney       | Republicano |                   | 2014   | Jefferson, Shelby                                              |
| 44       | Danny Garrett       | Republicano | Trussville        | 2014   | Jefferson                                                      |
| 45       | Dickie Drake        | Republicano | Leeds             | 2011   | Jefferson, Shelby                                              |
| 46       | David Faulkner      | Republicano |                   | 2014   | Jefferson                                                      |
| 47       | Jack Williams       | Republicano | Birmingham        | 2004   | Jefferson                                                      |
| 48       | Jim Carns           | Republicano | Vestavia Hills    | 2011   | Jefferson, Shelby                                              |
| 49       | April Weaver        | Republicano | Alabaster         | 2010   | Bibb, Chilton, Shelby                                          |
| 50       | Jim Hill            | Republicano |                   | 2014   | St. Clair                                                      |
| 51       | Allen Treadaway     | Republicano | Morris            | 2006   | Jefferson                                                      |
| 52       | John Rogers         | Demócrata   | Birmingham        | 1982   | Jefferson                                                      |
| 53       | Anthony Daniels     | Demócrata   |                   | 2014   | Madison                                                        |
| 54       | Patricia Todd       | Demócrata   | Birmingham        | 2006   | Jefferson                                                      |
| 55       | Rod Scott           | Demócrata   | Fairfield         | 2006   | Jefferson                                                      |
| 56       | Louise Alexander    | Demócrata   | Bessemer          | 2014   | Jefferson                                                      |
| 57       | Merika Coleman      | Demócrata   | Birmingham        | 2002   | Jefferson                                                      |
| 58       | Oliver Robinson     | Demócrata   | Birmingham        | 1998   | Jefferson                                                      |
| 59       | Mary Moore          | Demócrata   | Birmingham        | 2002   | Jefferson                                                      |
| 60       | Juandalynn Givan    | Demócrata   | Birmingham        | 2010   | Jefferson                                                      |
| 61       | Alan Harper         | Republicano | Aliceville        | 2006   | Pickens, Pickens, Tuscaloosa                                   |
| 62       | Rich Wingo          | Republicano |                   | 2014   | Tuscaloosa                                                     |
| 63       | Bill Poole          | Republicano | Tuscaloosa        | 2010   | Tuscaloosa                                                     |
| 64       | Harry Shiver        | Republicano | Bay Minette       | 2006   | Baldwin, Monroe                                                |
| 65       | Elaine Beech        | Demócrata   | Chatom            | 2009   | Choctaw, Clarke, Marengo, Washington                           |
| 66       | Alan Baker          | Republicano | Brewton           | 2006   | Baldwin, Escambia                                              |
| 67       | Darrio Melton       | Demócrata   | Selma             | 2010   | Dallas, Perry                                                  |
| 68       | Thomas Jackson      | Demócrata   | Thomasville       | 1994   | Baldwin, Choctaw, Clarke, Conecuh, Marengo, Monroe, Washington |
| 69       | Kelvin Lawrence     | Demócrata   |                   | 2014   | Autauga, Lowndes, Montgomery, Wilcox                           |
| 70       | Chris England       | Demócrata   | Tuscaloosa        | 2006   | Tuscaloosa                                                     |
| 71       | Artis J. McCampbell | Demócrata   | Demopolis         | 2006   | Choctaw, Greene, Marengo, Pickens, Sumter, Tuscaloosa          |
| 72       | Ralph Howard        | Demócrata   | Greensboro        | 2005   | Bibb, Greene, Hale, Marengo, Perry, Sumter                     |
| 73       | Matt Fridy          | Republicano |                   | 2014   | Shelby                                                         |
| 74       | Dimitri Polizos     | Republicano | Montgomery        | 2013   | Montgomery                                                     |
| 75       | Reed Ingram         | Republicano |                   | 2014   | Elmore, Montgomery                                             |
| 76       | Thad McClammy       | Demócrata   | Montgomery        | 1994   | Montgomery                                                     |
| 77       | John Knight         | Demócrata   | Montgomery        | 1993   | Montgomery                                                     |
| 78       | Alvin Holmes        | Demócrata   | Montgomery        | 1974   | Montgomery                                                     |
| 79       | Mike Hubbard        | Republicano | Auburn            | 1998   | Lee                                                            |
| 80       | Vacante*            |             |                   |        | Lee, Russell                                                   |
| 81       | Mark Tuggle         | Republicano | Alexander City    | 2010   | Chilton, Coosa, Tallapoosa                                     |
| 82       | Pebblin Warren      | Demócrata   | Tuskegee          | 2005   | Lee, Macon, Tallapoosa                                         |
| 83       | George Bandy        | Demócrata   | Opelika           | 1994   | Lee, Russell                                                   |
| 84       | Berry Forte         | Demócrata   | Clayton           | 2010   | Barbour, Bullock, Russell                                      |
| 85       | Dexter Grimsley     | Demócrata   | Abbeville         | 2010   | Henry, Houston                                                 |
| 86       | Paul Lee            | Republicano |                   | 2010   | Houston                                                        |
| 87       | Donnie Chesteen     | Republicano | Geneva            | 2010   | Geneva, Houston                                                |
| 88       | Paul Beckman        | Republicano | Prattville        | 2010   | Autauga, Elmore                                                |
| 89       | Alan Boothe         | Republicano | Troy              | 1998   | Dale, Pike                                                     |
| 90       | Chris Sells         | Republicano |                   | 2014   | Butler, Coffee, Conecuh, Crenshaw, Montgomery                  |
| 91       | Barry Moore         | Republicano | Elba              | 2010   | Coffee                                                         |
| 92       | Mike Jones          | Republicano | Andalusia         | 2010   | Coffee, Covington, Escambia                                    |
| 93       | Steve Clouse        | Republicano | Ozark             | 1994   | Dale, Houston                                                  |
| 94       | Joe Faust           | Republicano | Fairhope          | 2004   | Baldwin                                                        |
| 95       | Steve McMillan      | Republicano | Bay Minette       | 1982   | Baldwin                                                        |
| 96       | Randy Davis         | Republicano | Daphne            | 2002   | Baldwin, Mobile                                                |
| 97       | Adline Clarke       | Demócrata   |                   | 2013   | Mobile                                                         |
| 98       | Napoleon Bracy      | Demócrata   | Saraland          | 2010   | Mobile                                                         |
| 99       | James Buskey        | Demócrata   | Mobile            | 1976   | Mobile                                                         |
| 100      | Victor Gaston       | Republicano | Mobile            | 1982   | Mobile                                                         |
| 101      | Jamie Ison          | Republicano | Mobile            | 2002   | Mobile                                                         |
| 102      | Chris Pringle       | Republicano |                   | 2014   | Mobile                                                         |
| 103      | Barbara Drummond    | Demócrata   |                   | 2014   | Mobile                                                         |
| 104      | Margie Wilcox       | Republicano |                   | 2014   | Mobile                                                         |
| 105      | David Sessions      | Republicano | Grand Bay         | 2011   | Mobile                                                         |